# Baskenland-Rundfahrt 2009
Die 66. Baskenland-Rundfahrt war ein Rad-Etappenrennen, das vom 6. bis 11. April 2009 stattfand. Das Rennen zählt zur UCI ProTour 2009.

## Etappen
| Etappe    | Tag       | Start–Ziel        | km  | Etappensieger     | Gesamtwertung     |
| --------- | --------- | ----------------- | --- | ----------------- | ----------------- |
| 1. Etappe | 06. April | Ataun             | 142 | Luis León Sánchez | Luis León Sánchez |
| 2. Etappe | 07. April | Ataun–Villatuerta | 169 | Juri Trofimow     | Luis León Sánchez |
| 3. Etappe | 08. April | Villatuerta–Eibar | 163 | Alberto Contador  | Alberto Contador  |
| 4. Etappe | 09. April | Éibar–Güeñes      | 152 | Michael Albasini  | Alberto Contador  |
| 5. Etappe | 10. April | Güeñes–Zalla      | 162 | Marco Pinotti     | Alberto Contador  |
| 6. Etappe | 11. April | Zalla             | 024 | Alberto Contador  | Alberto Contador  |